# دينيس أونيانجو
دينيس أونيانجو (بالإنجليزية: Denis Onyango)‏ (15 مايو 1985 كامبالا أوغندا - ) هو لاعب كرة قدم أوغندي، شارك في كأس الأمم الأفريقية 2017.

## روابط خارجية
- دينيس أونيانجو على موقع الاتحاد الدولي (مؤرشف)  (الإنجليزية)
- دينيس أونيانجو على موقع قاعدة بيانات كرة القدم.إي يو (الإنجليزية)
- دينيس أونيانجو على موقع ناشيونال فوتبول تيمز (الإنجليزية)
- دينيس أونيانجو على موقع Soccerway.com (الإنجليزية)
- دينيس أونيانجو على موقع عالم كرة القدم.نت (الإنجليزية)